# 1. Football Club Slovácko
El 1. Football Club Slovácko es un club de fútbol checo de la ciudad de Uherské Hradiště. Fue fundado en 1927 con el nombre SK Staré Město, hasta que en el año 2000 se fusionó con el FC Slovácká Slavia Uherské Hradiště y el FC Synot Staré Město y cambiaron al nombre que llevan actualmente. Actualmente juega en la Gambrinus Liga.

## Historia
Fundado en 1927 como SK Staré Město en Staré Město , el club jugaba exclusivamente en las categorías inferiores del fútbol checoslovaco y más tarde checo.
Staré Město ganó la Liga de Fútbol de Moravia-Silesia en la temporada 1996-97 y ascendió a la 2. Liga Checa en 1997.  El club logró el ascenso de la 2. Liga Checa en 2000, consiguiendo el ascenso cinco partidos antes del final de la temporada. Esto marcó el inicio de la primera etapa del club en la máxima categoría del país.  El club se fusionó con Slovácká Slavia Uherské Hradiště en 2000, y el club resultante se convirtió en el 1. FC Synot.  Durante las primeras temporadas del club en la Primera Liga Checa , participó en competiciones europeas varias veces, jugando la Copa Intertoto de la UEFA en tres ocasiones. En el verano de 2004, el club cambió oficialmente su nombre a 1. FC Slovácko.  El Slovácko llegó a la final de la Copa Checa 2004-05 , perdiendo 2-1 ante el ganador, el Baník Ostrava .
El club jugó durante siete años en la Primera Liga Checa antes de descender en 2007.  El club jugó dos años en la segunda división, ascendiendo a pesar de terminar décimo en la 2. Liga Checa 2008-09 , ya que el segundo clasificado esa temporada, Čáslav , vendió al Slovácko su licencia para la máxima categoría.  La misma temporada, el club volvió a alcanzar la final de la Copa Checa, perdiendo la final de la Copa Checa 2008-09 ante el Teplice .
En la temporada 2021/22, el club terminó en 4.º puesto con 68 puntos, por delante del FC Banik Ostrava, que quedó en 5.º lugar. También ganó la Copa Checa por primera vez en su historia tras derrotar al Sparta de Praga por 3-1 con goles de Václav Jurečka y Petr Reinberk (dos goles), clasificándose así para la UEFA Europa League.

## Nombres históricos
- 1927–1948: SK Staré Město
- 1948-1953: Sokol Staré Město
- 1953–1993: El casco antiguo de Spark
- 1993: Casco antiguo de SFK
- 1994-1999: FC Synot Staré Město
- 1999–2000: FC Synot

- 2000–2004: 1. FC Synot (tras fusionarse con el Slovácká Slavia Uherské Hradiště)
- 2004–: 1. FC Slovácko

## Jugadores

### Plantilla 2024/25
- = Lesionado de larga duración
- = Capitán

## Palmarés

### Torneos nacionales
- Copa de la República Checa (1): 2022
  - Finalista (2): 2005, 2009

- Druhá liga (2): 1995, 2000

## Participación en competiciones de la UEFA
| Temporada | Torneo                 | Ronda             | Club                  | Casa | Visita | Global      |  |
| --------- | ---------------------- | ----------------- | --------------------- | ---- | ------ | ----------- |  |
| 2001      | UEFA Intertoto Cup     | 2                 | Universitatea Craiova | 3–2  | 2–2    | 5–4         |  |
| 2001      | UEFA Intertoto Cup     | 3                 | Rennes                | 4–2  | 0–5    | 4–7         |  |
| 2002      | UEFA Intertoto Cup     | 1                 | Tiraspol              | 4–0  | 0–0    | 4–0         |  |
| 2002      | UEFA Intertoto Cup     | 2                 | Helsingborg           | 4–0  | 0–2    | 4–2         |  |
| 2002      | UEFA Intertoto Cup     | 3                 | Sochaux               | 0–3  | 0–0    | 0–3         |  |
| 2003      | UEFA Intertoto Cup     | 2                 | OFK Beograd           | 1–0  | 3–3    | 4–3         |  |
| 2003      | UEFA Intertoto Cup     | 3                 | Wolfsburg             | 0–1  | 0–2    | 0–3         |  |
| 2021–22   | UEFA Conference League | 2° Clasificatoria | Lokomotiv Plovdiv     | 1–0  | 0–1    | 1–1 (2–3 p) |  |
| 2022–23   | UEFA Europa League     | 3° Clasificatoria | Fenerbahçe            | 1–1  | 0–3    | 1–4         |  |
| 2022–23   | UEFA Conference League | Playoff           | AIK                   | 3–0  | 1–0    | 4–0         |  |
| 2022–23   | UEFA Conference League | Fase de grupos    | Partizan              | 3–3  | 1–1    | 4° Lugar    |  |
| 2022–23   | UEFA Conference League | Fase de grupos    | 1. FC Köln            | 0–1  | 2–4    | 4° Lugar    |  |
| 2022–23   | UEFA Conference League | Fase de grupos    | Nice                  | 0–1  | 2–1    | 4° Lugar    |  |